# Deutschlandradio

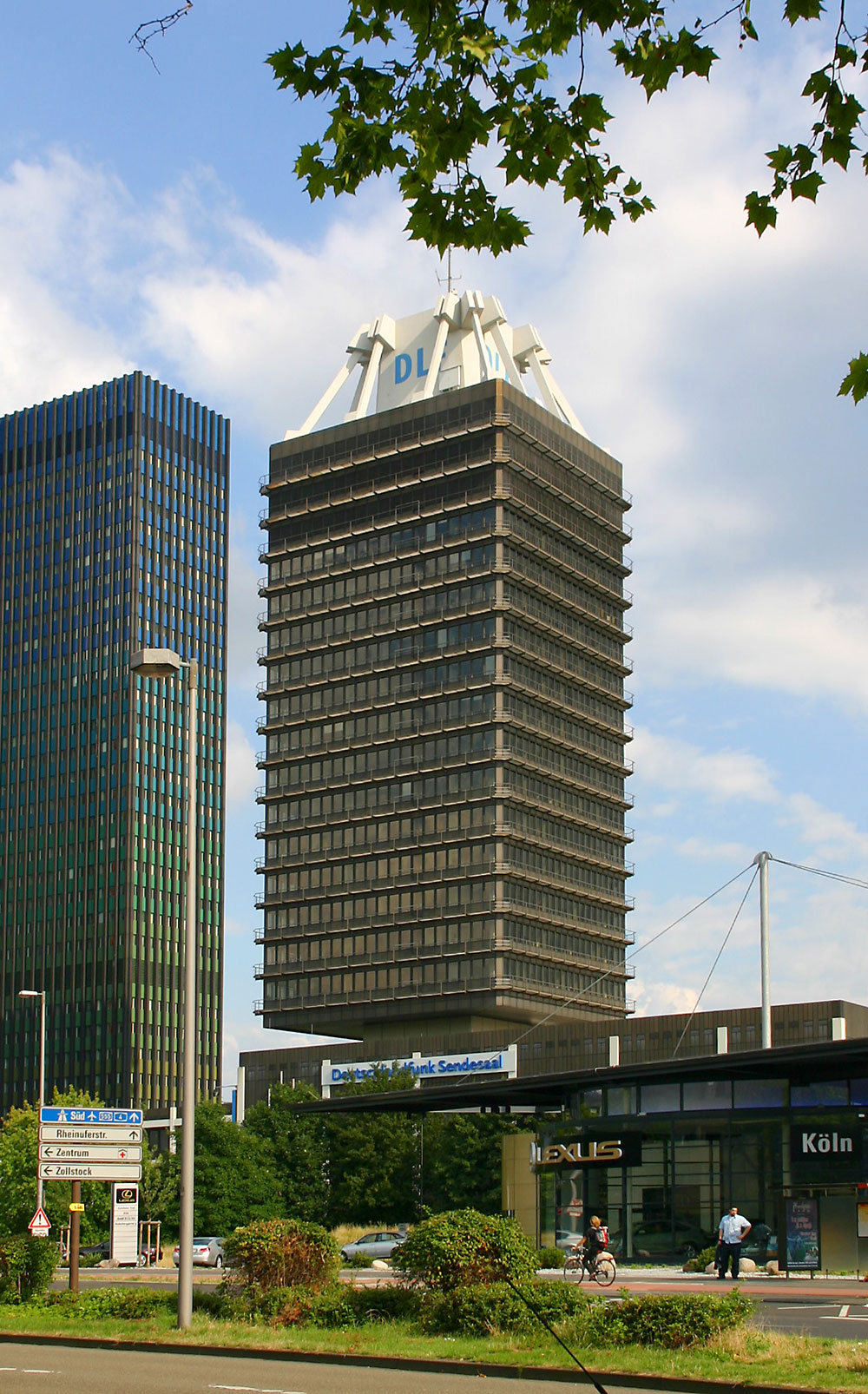
Штаб-квартира «Дойчландрадио» в Кёльне.

Логотип Deutschlandfunk

Логотип Deutschlandradio Kultur

«Дойчландрадио» (нем. DeutschlandRadio) — некоммерческая общественная корпорация.

## Радиовещательная деятельность корпорации
Корпорация ведёт:
- с момента основания корпорации - вещание по программе «Дойчландфунк», до 2005 года называвшейся «Дойчландрадио Кёльн» (DeutschlandRadio Köln), звучащей на ультракоротких волнах, до 31 декабря 2014 года также и на длинных волнах (153 кГц и 207 кГц), до 31 декабря 2015 года на средних волнах (549 кГц, г56 кГц, 1269 кГц, 1422 кГц), с 2001 до 19 сентября 2012 года по системе «ДРМ»
- с момента основания корпорации - вещание по программе «Дойчландфунк Культур», до 2005 года называвшейся «Дойчландрадио Берлин» (DeutschlandRadio Berlin), до 2017 года - «Дойчландрадио Культур» (Deutschlandradio Kultur), звучащей на ультракоротких волнах, до 4 сентября 2013 года на средних волнах (990 кГц), до 31 декабря 2014 года на длинных волнах (177 кГц), с 2001 до 1 января 2010 года по системе «ДРМ»
- с 18 января 2010 года - вещание по специализированной радиопрограмме «Дойчландрадио Виссен», звучащей на ультракоротких волнах по системе «ДАБ»;
- с 4 декабря 2006 года - вещание по специализированной радиопрограмме «Документе унд Дебатен», до 31 июля 2007 года называвшейся «Д-Плюс» (D-Plus), звучащей на ультракоротких волнах по системе «ДАБ».

## Деятельность корпорации в Интернете
Корпорация в Интернете ведёт:
- Сайт «deutschlandradio.de»;
- Страница «Deutschlandradio Wissen» на сайте «youtube.com»;
- Страница радиостанций «Deutschlandradio» на сайте «facebook.com».

## Учредители
Учредителями корпорации являются все земли Германии.

## Члены
Членами корпорации являются ARD и ZDF.

## Финансирование
Финансируется Службой абонемента АРД, ЦДФ и «Дойчландрадио» преимущественно за счёт абонементной платы (rundfunkgebuehr) собираемой со всех немецких граждан и иностранцев, постоянно проживающих в Германии, и владеющих радиоприёмниками и (или) телевизорами.

## Руководство
Руководство корпорацией осуществляют:
- Совет Немецкого радио (Hörfunkrat), состоящий из 16 представителей земель, 3 представителей федерального правительства, 20 представителей массовых организаций;
- Правление (Verwaltungsrat)  Немецкого радио, состоит из 12 членов, 3 из которых назначаются землями (в настоящий момент это Северный Рейн-Вестфалия, Берлин и Гессен), 1 - федеральным правительством, 3 - директорами вещательных организаций земель (в настоящий момент это интенданты Радио Берлина и Бранденбурга, Западно-Германского радио и Северно-Германского радио[3][4]), 3 - директором Второго германского телевидения,  2 - Советом Немецкого радио;
- Директор (Intendant) Немецкого радио назначается советом по предложению правления.

## Подразделения
- «Дойчландфунк»
  - Главная редакция политики
    - Областная студия Шлезвиг-Гольштейна (Landesstudio Schleswig-Holstein) в Киле
    - Гамбургская городская студия (Landesstudio Hamburg)
    - Нижнесаксонская областная студия (Landesstudio Niedersachsen) в Ганновере
    - Бременская городская студия (Landesstudio Bremen)
    - Областная студия Северного Рейн-Вестфалия (Landesstudio Nordrhein-Westfalen) в Дюссельдорфе
    - Областная студия Рейнланд-Пфальца (Landesstudio Rheinland-Pfalz) в Майнце
    - Саарландская областная студия (Landesstudio Saarland) в Саарбрюкене
    - Областная студия Баден-Вюртемберга (Landesstudio Baden-Württemberg) в Штутгарте
    - Баварская областная студия (Landesstudio Bayern) в Мюнхене
    - Областная студия Мекленбурга-Передней Померании (Landesstudio Mecklenburg-Vorpommern) в Шверине
    - Бранденбургская областная студия (Landesstudio Brandenburg) в Потсдаме
    - Берлинская городская студия (Landesstudio Berlin)
    - Областная студия Саксонии-Анхальт (Landesstudio Sachsen-Anhalt) в Магдебурге
    - Тюрингская областная студия (Landesstudio Thüringen) в Эрфурте
    - Саксонская областная студия (Landesstudio Sachsen) в Дрездене
    - Зарубежные студии в:
      - Вашингтоне
      - Брюсселе
      - Лондоне
      - Москве, с 6 марта 2022 года его работа приостановлена[5]
      - Париже
      - Праге
      - Варшаве[6]

  - Главная редакция культуры
- «Дойчландфунк Культур»
- «Дойчландфунк Нова»[7]

## Членство
С момента своего создания корпорация является членом международный организации «Европейский союз радиовещания».

## Активы
Корпорации принадлежат:
- радиодом в Кёльне (бывший радиодом «Дойчландфунк»)
- радиодом в Берлина (бывший радиодом Радио Американского Сектора)
- часть капитала общества с ограниченной ответственностью «Рундфунк Орхестер унд Хёре» (Rundfunk Orchester und Chöre GmbH), осуществляющего подготовку концертных радиопередач.

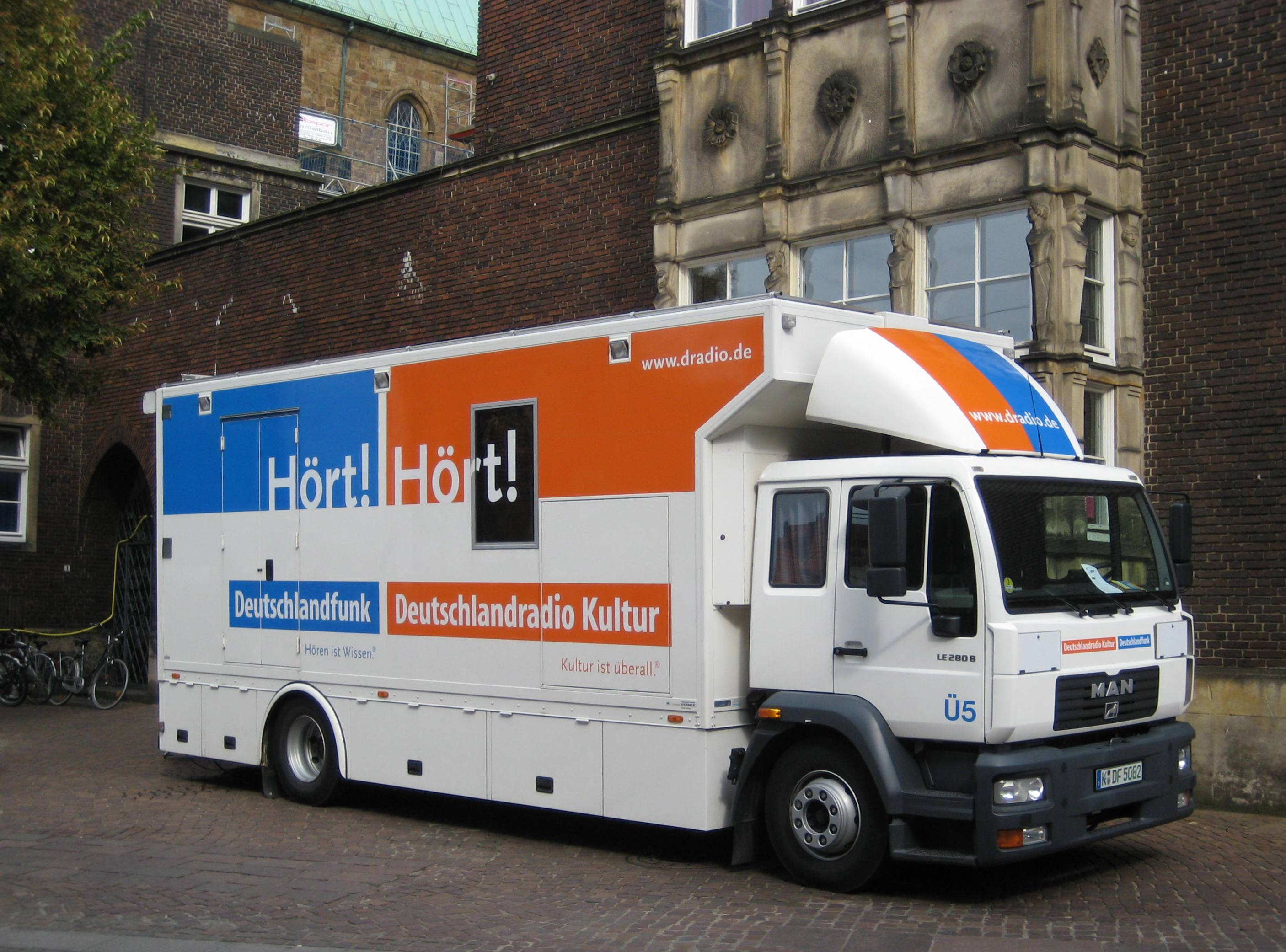
Грузовик обеспечивающий внестудийное вещание.(2009)

## Радиопередачи
- Известия ежечасно
- Informationen am Morgen — утренняя программа Deutschlandfunk с 05.00 до 09.00
- Informationen am Mittag, Informationen am Abend и Das war der Tag — информационные программы Deutschlandfunk в 12.00-13.30, 18.00-18.40 и 23.00-00.00
- Studio 9 — утренняя программа Deutschlandfunk Kultur с 05.00 до 09.00
- Studio 9 — информационная программа Deutschlandfunk Kultur с 17.00 до 18.30
- новости на французском, английском, португальском, испанском (в 1954-1993 гг.), польском, чешском, словацком, венгерском и сербо-хорватском языках (в 1962-1993 гг.), румынском (в 1964-1992 гг.), датском, шведском и норвежском языках (в 1965-1993 гг.), нидерландском (в 1967-1993 гг.)[8]

## Цифровое вещание Deutschlandradio

### Цифровое радио Deutschlandradio
- Мультиплекс 5C включает в себя Deutschlandfunk, Deutschlandfunk Kultur, Deutschlandfunk Nova, и коммерческие радиостанции[9]